# Amtsgericht Lechenich
Das ehemalige Amtsgericht Lechenich ist ein bedeutendes Beispiel der Ende der  1890er Jahre entstandenen preußischen Justizbauten hinsichtlich seiner baulichen Qualität und seines noch vollständigen Erhaltungszustandes. Das historische Gebäude steht unter Denkmalschutz und befindet sich im Erftstädter Stadtteil Lechenich im Rhein-Erft-Kreis in Nordrhein-Westfalen.

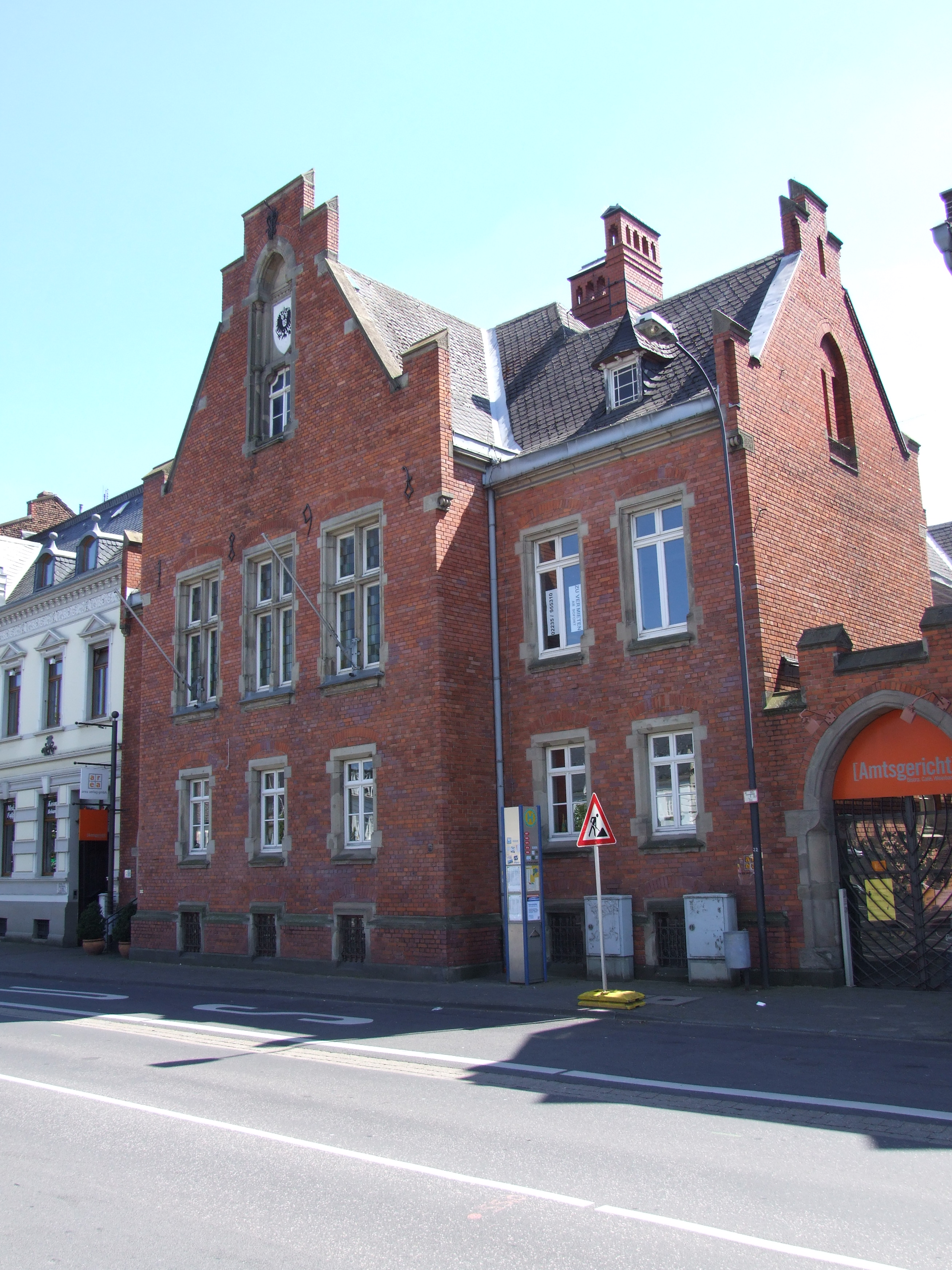
Ehemaliges Amtsgericht Lechenich

## Geschichte
Bis zum Einmarsch der französischen Revolutionstruppen im Jahre 1794 war Lechenich Gerichtszentrale des kurkölnischen Amtes Lechenich mit Hochgerichtsrechten, Niederer Gerichtsbarkeit und Freiwilliger Gerichtsbarkeit. Bei der 1798 von der französischen Verwaltung durchgeführten umfassenden Gebiets- und Gerichtsreform erhielt Lechenich als Hauptort des gleichnamigen Kantons ein Friedensgericht, das für kleine Gerichtsfälle der Orte des Kantons zuständig war.
Auch unter der preußischen Regierung blieb das Friedensgericht, das im Rathaus in Lechenich untergebracht war, bestehen. Der Gerichtsbezirk umfasste die Bürgermeistereien des ehemaligen Kantons, Erp, Friesheim, Gymnich, Lechenich, Liblar, Lommersum und Weilerswist.
Nach der preußischen Neuordnung des Gerichtswesens und der Einführung der Amtsgerichte wurde das Amtsgericht 1879 nach Euskirchen verlegt und das Friedensgericht in Lechenich aufgehoben.
Die folgenden Verhandlungen des Lechenicher Gemeinderates mit der preußischen Regierung um Einrichtung eines Amtsgerichtes in Lechenich dauerten Jahre, führten aber schließlich zum Erfolg.
Das Justizministerium erklärte sich 1892 bereit, auf dem von der Gemeinde zu diesem Zweck erworbenen Grundstück ein Amtsgericht mit einem Gefängnistrakt zu errichten, und durch Gesetz vom 20. April 1892 wurde die Einrichtung des Gerichts angeordnet. Es wurde 1896 mit finanzieller Beteiligung der Gemeinde Lechenich nach dem Plan des königlichen Regierungsbaumeisters Hermann Weisstein gebaut und nahm 1897 – formell zum 1. Juli – seine Arbeit auf. Der neu gebildete Gerichtsbezirk umfasste die Bürgermeistereien Erp, Friesheim, Gymnich, Lechenich und Liblar.
Der Bau des Gefängnisses mit sieben Zellen machte die 1853 im Bonner Tor eingerichteten Arrestzellen entbehrlich.
Fast 100 Jahre bestand das Amtsgericht in Lechenich, dann wurde es nach einem Landtagsbeschluss zum 31. Dezember 1983 aufgelöst und dem Amtsgericht Brühl zugewiesen. Wegen Raummangel in Brühl blieb es als Zweigstelle von Brühl bis 1992 erhalten, danach erfolgte die endgültige Auflösung. Das Gebäude wurde an einen Privatmann verkauft. Von 1995 bis 2020 nutzte die unteren Räume ein Restaurant mit Vinothek.

## Beschreibung
Weisstein berücksichtigte den Vorschlag der Gemeindevertreter, das Amtsgericht in neugotischem Stil nach den Vorbildern der schon bestehenden neugotischen Bauten, dem Rathaus auf dem Marktplatz und dem nach Plänen des späteren Wiener Dombaumeisters Friedrich von Schmidt erbauten Wohnhaus an der Nordseite des Platzes zu errichten.

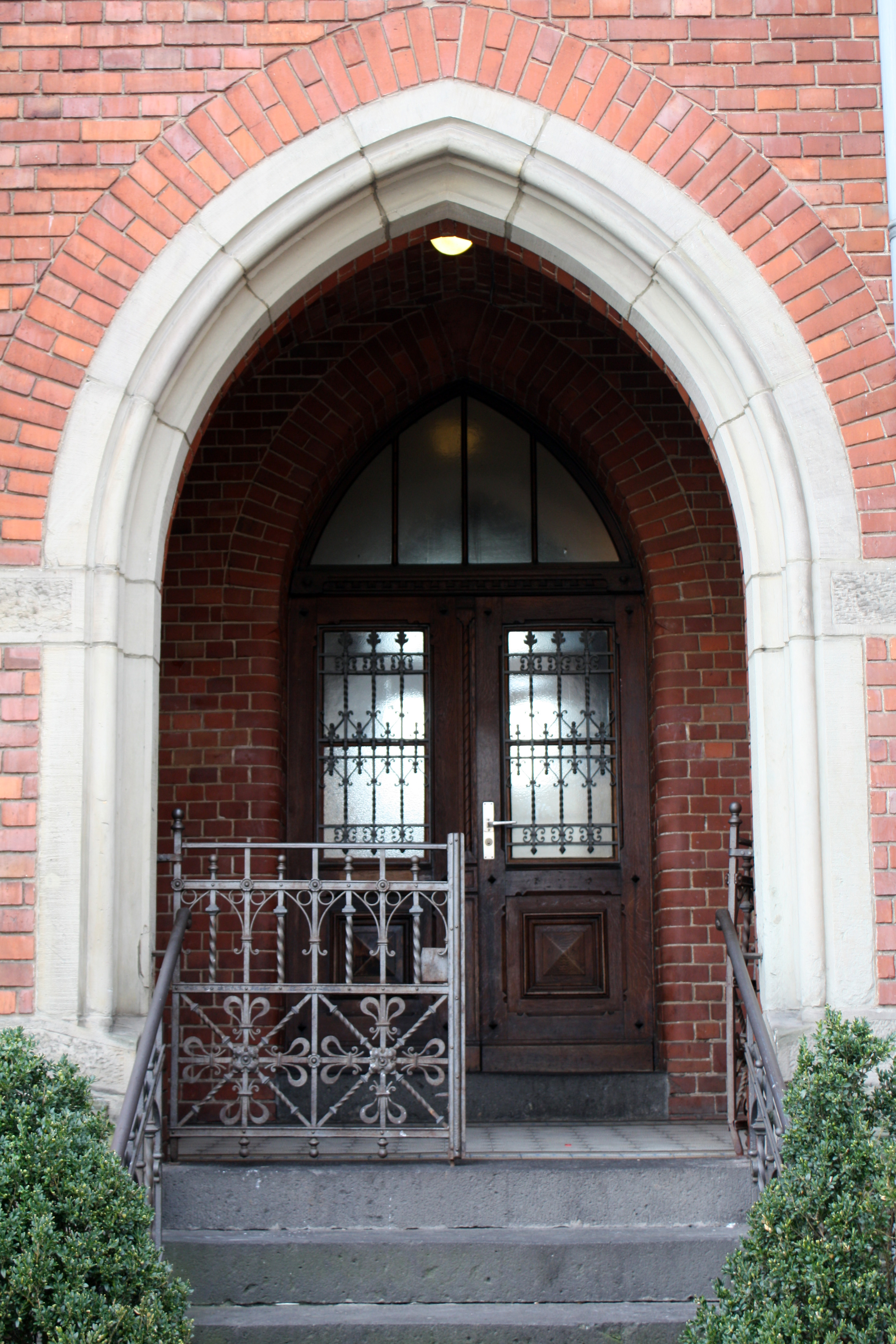
Eingang ins Gebäude und Treppenhaus

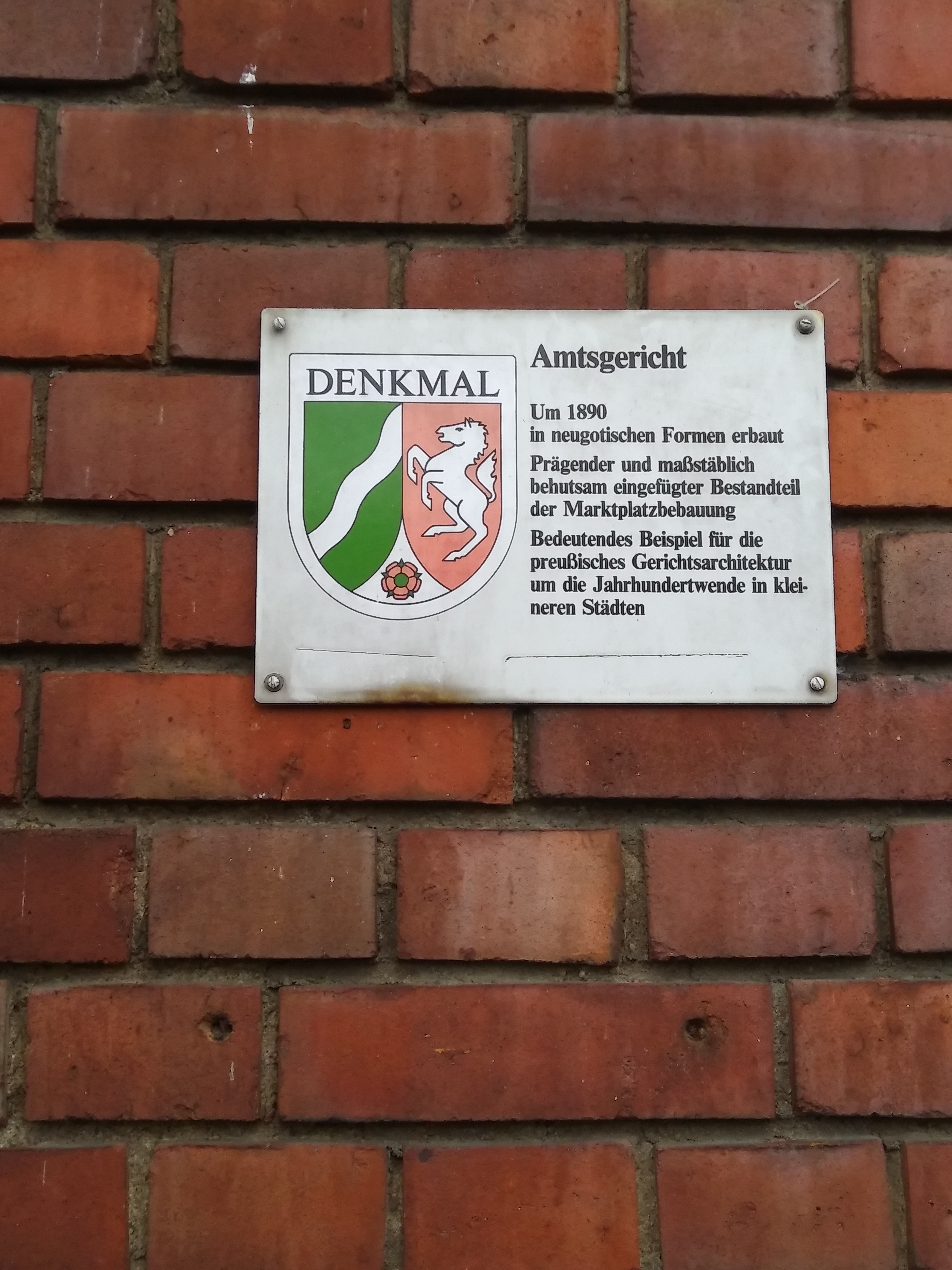

Das zweigeschossige neugotische Backsteingebäude wird durch einen breiten weit hinausragenden leicht außenmittigen Risalit mit hohem Treppengiebel von den anschließenden seitlichen Gebäudeteilen abgehoben. Durch seine Fassade in roten Verblendsteinen unterscheidet es sich von den übrigen Backsteinbauten am Markt.
In beiden Geschossen befinden sich je drei Fenster in Sandsteinfassung. Die großen Kreuzstockfenster im Obergeschoss ähneln denen des Rathauses.
Die Zeichen der öffentlichen Funktion des Gebäudes, die in Metallbuchstaben angebrachte Aufschrift „Königliches Amtsgericht“ über den Fenstern im Obergeschoss wie auch der preußische Adler in der Blendnische des Risalits wurden später abgeschlagen. Der Adler wurde vor einigen Jahren in einer sehr vereinfachten Form in schwarzer Farbe auf weißem Grund wieder aufgemalt. Über dem Adler steht die vergoldete Inschrift: „Jedem das Seine“.
Eine seitliche Außentreppe im schmäleren Trakt des Gebäudes führt zu einem spitzbogigen Portal. Zwischen dem breiteren Seitentrakt und der Mauer des Nachbargebäudes führt eine flach gerundete Einfahrt in den Innenhof und von dort zum Gefängnis. Der Innenhof ist heute glasüberdacht und wurde vom Restaurant genutzt, das dort auch Veranstaltungen wie Musikevents, Dichterlesungen und Modenschauen veranstaltete.